# Chalceus macrolepidotus
Chalceus macrolepidotus es una especie de pez de la familia Characidae en el orden de los Characiformes.

## Morfología
Los machos pueden llegar alcanzar los 24,50  cm de longitud total.

## Alimentación
Come gusanos,  larvas de insectos y peces pequeños.

## Hábitat
Vive en zonas de clima tropical entre 23 °C - 28 °C de temperatura.

## Distribución geográfica
Se encuentran en Sudamérica:  cuencas de los ríos  Negro y Orinoco, y ríos costeros de Guayana, Surinam y la Guayana Francesa.